# Años 2040
La década de los años 2040, decenio de los 2040, década de 2040, años 2040 o años 40, será una década del calendario gregoriano que comprenderá el período de tiempo desde el 1 de enero de 2040 hasta el 31 de diciembre de 2049.

## Predicciones notables y otros eventos
- Posible misión tripulada a Calisto, una luna de Júpiter.[1]

### 2042
- El 20 de abril, un eclipse solar acontecerá en el sudeste de América, podrá ser visto en Colombia, Chile, Argentina, Ecuador y Venezuela.

### 2045
- Una predicción (de Ray Kurzweil) de apariciones de la singularidad tecnológica en algunos lugares en el año 2045.
- El 12 de agosto, un eclipse solar tendrá lugar en los Estados Unidos, podrá ser visto en la zona comprendida desde California a Florida.

### 2049
- Posible respuesta a la señal que unos científicos ucranianos habían enviado a Gliese 581 c en el año 2008, que supuestamente tendría que haber llegado a dicho planeta en 2029.

## Eventos ficticios
- En la película Terminator: Dark Fate es en 2042 cuando Legión envía un Terminator al pasado a matar a Daniela Ramos.
- En 2045 se ambienta la película estadounidense Ready Player One.
- En 2045 se ambienta la serie de televisión española La valla.
- En 2048 están ambientados acontecimientos de la película El hombre bicentenario
- En 2049 se ambienta la acción de la película Blade Runner 2049.